# Hieromantis resplendens
Hieromantis resplendens is een vlinder uit de familie Stathmopodidae. De wetenschappelijke naam van de soort is voor het eerst geldig gepubliceerd in 1957 door Bradley.